# Lutzomyia evangelistai
Lutzomyia evangelistai är en tvåvingeart som beskrevs av Martins A. V., Fraiha H. 1971. Lutzomyia evangelistai ingår i släktet Lutzomyia och familjen fjärilsmyggor. Inga underarter finns listade i Catalogue of Life.